# نخستین تماس (آلبوم راجر سانچز)
نخستین تماس (انگلیسی: First Contact) اولین آلبوم استودیویی از راجر سانچز، تهیه‌کنندهٔ موسیقی هاوس اهل ایالات متحده آمریکا است که در ژوئیهٔ ۲۰۰۱ توسط دیفکتد رکوردز منتشر شد. سانچز پس از تثبیت خود به‌عنوان یک دی‌جی و ریمیکس‌کنندهٔ محبوب در طول دههٔ ۱۹۹۰ تصمیم گرفت که قطعات موسیقایی بیشتری بسازد و یک آلبوم استودیویی ضبط کند، زیرا احساس می‌کرد که «قصه‌ای برای گفتن با [زندگی‌اش] دارد». سانچز با تصور اینکه این آلبوم «بازتابی» بسیار شخصی «از زندگی او» است، نخستین تماس را طی یک دورهٔ چهار ساله ضبط کرد. منتقدان موسیقی این آلبوم را به‌عنوان یک آلبوم دیسکو هاوس توصیف کرده‌اند که مجموعه‌ای متفاوت از الهام‌ها و سبک‌ها، از جمله گاراژ، لاتین و الکترو را نشان می‌دهد. خوانندگان مهمان متعددی، از جمله کولیز هات باکس، اندیا دونپورت و شارلین اسپیتری، خوانندگانی را در این آلبوم به‌عنوان خواننده مشارکت داشته‌اند.
در اواسط راه تولید این آلبوم، سانچز قطعهٔ «هرگز نمی‌دانستم» را به‌عنوان نخستین تک‌آهنگ آن منتشر کرد که به موفقیت متوسطی دست یافت. پس از تکمیل آلبوم، او دومین تک‌آهنگ با نام «فرصتی دیگر» را منتشر کرد که به قطعهٔ پرفروش شمارهٔ ۱ در انگلستان و قطعهٔ پرفروش کلاب پاناروپایی تبدیل شد. قطعه‌های «نمی‌تونی منو تغییر بدی» و «بدون اثبات» از این آلبوم نیز بعداً به‌عنوان تک‌آهنگ منتشر شدند. نخستین تماس یک موفقیت تجاری متوسط در بریتانیا بود و در این منطقه به رتبهٔ ۳۴ رسید. این آلبوم مورد تحسین عمومی اکثر منتقدان موسیقی قرار گرفت که معتقد بودند این آلبوم در ادغام الهام‌هایی مختلف، موفق بوده‌است.

## پیش‌زمینه و تولید
راجر سانچز در طول دههٔ ۱۹۹۰ به‌واسطهٔ فعالیت حرفه‌ای خود به‌عنوان یک ریمیکس‌کننده مخاطبانی جهانی را کسب کرد، اما به گفتهٔ دیو سیمپسون از گاردین، «[او] راضی نبود. مانند بسیاری از دی‌جی‌ها، او می‌خواست هنرمند شود. و او می‌خواست بهترین باشد. [...] اگر ریمیکس یک چیز را به او یاد داده بود، آن چیز نحوهٔ ساختن موسیقی بود.» سانچز زمانی ایدهٔ ساخت یک آلبوم را در سر گرفت که متوجه شد به اندازهٔ کافی قادر به تولید محتوای اختصاصی خود است. او دربارهٔ ساخت نخستین تماس گفت: «فکر می‌کنم اتفاقی که برای من افتاد این بود که به جای اینکه از همان ابتدا بگویم «اوه، من می‌خواهم یک آلبوم بسازم»، کار به جایی رسید که پس از سال‌ها تولید تک‌آهنگ و ریمیکس، تولید چند آهنگ خودم را آغاز کردم و فقط احساس کردم که داستانی برای گفتن دربارهٔ زندگی‌ام دارم.» اگرچه سانچز در دهه‌های ۱۹۹۰ و ۲۰۰۰ چندین آلبوم میکس دی‌جی و آلبوم گردآوری‌شده از جمله میکس اخیر خود برای مینستری آو ساوند با نام سشن یازده: آرسنال سشنز (۲۰۰۰) را منتظر کرده‌بود، اما نخستین اول اولین آلبوم استودیویی این دی‌جی آمریکایی بود.

«او برای خود وظیفه‌ای تعیین کرد که آلبومی به‌خوبی، اگر نه بهتر از رمدی از بیسمنت جکس و خطوط آبی مسیو اتک بسازد.»

—دیو سیمپسون از گاردین

## جدول‌های موسیقی
| جدول (۲۰۰۱)                           | بهترین رتبه |
| ------------------------------------- | ----------- |
| آلبوم‌های استرالیا (ای‌آرآی‌ای)          | ۵۹          |
| آلبوم‌های بلژیکی (اولتراتاپ فلاندرز)   | ۲۶          |
| آلبوم‌های هلندی (جدول‌های هلند)         | ۹۴          |
| آلبوم‌های فرانسوی (اس‌ان‌ئی‌پی)           | ۱۱۴         |
| آلبوم‌های نیوزیلندی (آرام‌ان‌زد)         | ۲۳          |
| آلبوم‌های سوئیسی (جدول موسیقی سوئیس)   | ۶۲          |
| آلبوم‌های بریتانیا (شرکت جدول‌های رسمی) | ۳۴          |